# 青森警察署
青森警察署（あおもりけいさつしょ）は、青森県警察が管轄する警察署の一つである。
青森県の筆頭署であり、署長は警視正である。署員数約330名。

## 所在地
- 青森市安方二丁目15番9号

## 管轄区域
- 青森市（青森県青森南警察署の管轄区域を除く）
- 東津軽郡のうち平内町
- 上北郡のうち七戸町（みちのくトンネル内の区域に限る）

## 組織
- 署長
- 副署長
- 刑事生活安全官
- 地域官
- 交通官
- 留置官
- 会計官
- 警務課
  - 警務係
  - 広聴・相談係
  - 犯罪被害者支援係
- 留置管理課
  - 留置管理係
- 会計課
  - 会計係
- 生活安全課
  - 生活安全係
  - 少年係
  - 人身安全対策係
  - 保安係
- 地域課
  - 業務指導班長
  - 地域係
  - 業務指導係
  - 自動車警ら係
  - 通信指令係
- 刑事第一課
  - 刑事総務係
  - 第一捜査係
  - 第二捜査係
  - 鑑識係
- 刑事第二課
  - 第一捜査係
  - 第二捜査係
  - 第三捜査係
- 交通第一課
  - 交通総務係
  - 指導取締係
  - 安全教育係
  - 事故捜査係
- 交通第二課
  - 規制係
  - 免許係
- 警備課
  - 警備係

## 交番
括弧内は所在地を表す。
- 浪打交番（青森市合浦2-102-9）
- 青森駅前交番（青森市新町1-2-3）
- 中央交番（青森市本町1-1-33）
- 堤町交番（青森市堤町1-13）
- 西部交番（青森市沖館1-2-1）
- 勝田交番（青森市勝田1-15-9）
- 筒井交番（青森市桜川8-1-3）
- みなみ交番（青森市緑2-6-11）
- 新城交番（青森市大字新城字平岡174-35）
- つくだ交番（青森市南佃2-1-1）
- 三内丸山交番（青森市浪館前田3-22-11）
- 八甲田交番（青森市幸畑2-6-7）
- 平内交番（東津軽郡平内町大字小湊字家ノ下204-1）

## 警察官駐在所
括弧内は所在地を表す。
- 浜館警察官駐在所（青森市浜館1-5-46）
- 荒川警察官駐在所（青森市大字荒川字柴田160-3）
- 高田警察官駐在所（青森市大字高田字川瀬124-2）
- 後潟警察官駐在所（青森市大字六枚橋字磯打25）
- 戸山警察官駐在所（青森市蛍沢3-12-18）
- 浅虫警察官駐在所（青森市大字浅虫字山下305-9）
- 油川警察官駐在所（青森市大字羽白字沢田17-1）
- 東部警察官駐在所（青森市大字平新田字池上11-122）
- 山口警察官駐在所（東津軽郡平内町大字山口字後田4-2）
- 清水川警察官駐在所（東津軽郡平内町大字清水川字道巣18-22）

## 警備派出所
- 青森空港警備派出所（青森市大字大谷字小谷1-5）